# Схюрман, Рене
Рене́ Бренда Схюрман (африк. Renée Brenda Schuurman, в замужестве Хайгарт, англ. Haygarth; 26 октября 1939, Дурбан — 30 мая 2001, Ховик, Квазулу-Натал) — южноафриканская теннисистка-любительница и теннисный тренер. Победительница шести турниров Большого тенниса в женском и смешанном парных разрядах (в том числе пять титулов в чемпионате Франции).

## Биография
Выступала в теннисных турнирах с 1955 по 1964 год, получив особую известность в паре с Сарой Рейнольдс — теннисистки были известны как «южноафриканские теннисные близнецы». В 1959 году Рейнольдс и Схюрман завоевали вместе два титула в турнирах Большого шлема, выиграв сначала чемпионат Австралии, а затем чемпионат Франции. На чемпионате Австралии Схюрман также дошла до финала в обоих оставшихся разрядах, в одиночном уступив хозяйке корта Мэри Картер Рейтано, а в миксте с Родом Лейвером проиграв Рейнольдс и ещё одному австралийцу Бобу Марку. В 1961—1963 годах Схюрман выигрывала чемпионат Франции в женском парном разряде ещё трижды — первые два раза с Рейнольдс, а последний с британкой Энн Хейдон-Джонс. В 1962 году она добавила к победе в женских парах титул в миксте, завоёванный с Бобом Хау. Ещё два поражения в женских парных финалах она потерпела на Уимблдонском турнире 1960 и 1962 годов (оба с Рейнольдс), а в миксте дошла до финала чемпионата Франции 1959 года с Лейвером.
Успехи Схюрман в одиночном разряде были менее громкими, чем в парах, но значительными, и с 1960 по 1963 год она неизменно входила в десятку сильнейших теннисисток мира, составляемую по итогам сезона Лансом Тингеем в газете Daily Telegraph, в последний год поднявшись в ней до 8-го места. За 1959 и 1962 год она выиграла по пять международных турниров в одиночном разряде, а в 1963 году — шесть, в том числе победив в финале чемпионата Германии в Гамбурге Лесли Тёрнер. На Уимблдонском турнире 1961 года Схюрман стала полуфиналисткой после победы в 4-м раунде над третьей ракеткой турнира Энн Хейдон. В 1963 году она участвовала в составе сборной ЮАР в первом розыгрыше Кубка Федерации — главного теннисного соревнования национальных женских команд. Южноафриканки дошли до полуфинала, где уступили сборной Австралии, а лично Схюрман выиграла одну из трёх встреч в одиночном и две из трёх в парном разряде.
По завершении игровой карьеры на протяжении более чем 25 лет работала тренером, готовя молодых теннисистов и тренируя сборные провинции Наталь. Была замужем за Питером Хайгартом с мая 1964 и за Робином Осборном с 1977 года. В последние 12 лет жизни страдала от рака, скончалась в мае 2001 года у себя дома в Амберглене (Ховик). Оставила после себя четверых детей, один из которых, Брент Хайгарт, также стал успешным теннисистом.

## Финалы турниров Большого шлема за карьеру

### Одиночный разряд (0-1)
| Результат | Год  | Турнир              | Покрытие | Соперница в финале  | Счёт в финале |
| --------- | ---- | ------------------- | -------- | ------------------- | ------------- |
| Поражение | 1959 | Чемпионат Австралии | Трава    | Мэри Картер Рейтано | 2-6 3-6       |

### Женский парный разряд (5-2)
| Результат | Год  | Турнир                | Покрытие | Партнёрша              | Соперницы в финале                 | Счёт в финале |
| --------- | ---- | --------------------- | -------- | ---------------------- | ---------------------------------- | ------------- |
| Победа    | 1959 | Чемпионат Австралии   | Трава    | Сандра Рейнольдс       | Мэри Картер Рейтано Лоррейн Кохлан | 7-5 6-4       |
| Победа    | 1959 | Чемпионат Франции     | Грунт    | Сандра Рейнольдс       | Йола Рамирес Роса Мария Рейес      | 2-6 6-0 6-1   |
| Поражение | 1960 | Уимблдонский турнир   | Трава    | Сандра Рейнольдс       | Мария Буэно Дарлин Хард            | 4-6 0-6       |
| Победа    | 1961 | Чемпионат Франции (2) | Грунт    | Сандра Рейнольдс       | Мария Буэно Дарлин Хард            | без игры      |
| Победа    | 1962 | Чемпионат Франции (3) | Грунт    | Сандра Рейнольдс Прайс | Джастина Брикка Маргарет Смит      | 6-4 6-4       |
| Поражение | 1962 | Уимблдонский турнир   | Трава    | Сандра Рейнольдс Прайс | Билли Джин Моффитт Карен Сасман    | 7-5 3-6 5-7   |
| Победа    | 1963 | Чемпионат Франции (4) | Грунт    | Энн Хейдон-Джонс       | Маргарет Смит Робин Эбберн         | 7-5 6-4       |

### Смешанный парный разряд (1-2)
| Результат | Год  | Турнир              | Покрытие | Партнёр    | Соперники в финале        | Счёт в финале |
| --------- | ---- | ------------------- | -------- | ---------- | ------------------------- | ------------- |
| Поражение | 1959 | Чемпионат Австралии | Трава    | Род Лейвер | Сандра Рейнольдс Боб Марк | 6-4 11-13 1-6 |
| Поражение | 1959 | Чемпионат Франции   | Грунт    | Род Лейвер | Йола Рамирес Билли Найт   | 4-6 4-6       |
| Победа    | 1962 | Чемпионат Франции   | Грунт    | Боб Хау    | Лесли Тёрнер Фред Столл   | 3-6 6-4 6-4   |